# Брезоая (Румунія)
Брезоая (рум. Brezoaia) — село у повіті Димбовіца в Румунії. Входить до складу комуни Брезоаєле.
Село розташоване на відстані 29 км на північний захід від Бухареста, 47 км на південний схід від Тирговіште, 122 км на південь від Брашова.

## Населення
За даними перепису населення 2002 року у селі проживали 2444 особи. Рідною мовою 2442 особи (99,9%) назвали румунську.
Національний склад населення села:
| Національність | Кількість осіб | Відсоток |
| -------------- | -------------- | -------- |
| румуни         | 2425           | 99,2%    |
| цигани         | 18             | 0,7%     |